# BLS-Farben
Früher waren Fahrzeuganstriche bei Eisenbahnen oft mehr ein Witterungsschutz für das Holz des Wagenkastens, heute wird mit der Farbgebung eine Corporate Identity ausgedrückt. Dieser Wandel ist auch bei der BLS sichtbar, wobei hier im Jahr 1935 schon relativ früh kräftige Farben ins Spiel gebracht wurden. Im Verlaufe der Zeit sind folgende Anstriche für BLS-Fahrzeuge und die Fahrzeuge ihrer Vorgängerbahnen verwendet worden:

## BLS-Grün
Grün war lange die Eisenbahnfarbe und so waren auch die Personenwagen der BLS und ihrer mitbetriebenen Bahnen grün. Die ersten elektrischen Lokomotiven wurden 1913 ebenfalls in Grün ausgeliefert, beim ersten Neuanstrich wechselte man aber zu Braun. Ab 1947 wurden die Lokomotiven, insbesondere die Ae 4/4, wieder grün gestrichen, als Vorläuferin erschien die Rangierlok Ee 3/3 401 1943 in grün. Sogar einen „Blauen Pfeil“ (731) versah man 1947 mit grüner Farbe, aber bereits 1949 wechselte er zu seiner gefälligeren Ursprungsfarbe Blau/Crème zurück. Bis 1959 hatten auch die Loks (171, 251–256, 302, 309, 313, 401) wieder ihr braunes Kleid (zurück) erhalten. Bei den Wagen hielt sich das Grün als generelle Farbe für Neulieferung und Revisionen bis 1971 (A 800–805), für die Autozugsteuerwagen bis über die Jahrtausendwende. Die BDt 942–945 waren die letzten in grün abgelieferten BLS-Fahrzeuge. Ausserdem haben einige in den Jahren 2004 und 2005 von der SBB übernommene bzw. gemietete Fahrzeuge (Re 420.5, Dt) ihren grünen Anstrich vorerst behalten. Dieses Grün müsste man allerdings als SBB-grün klassifizieren.
|  |  |

## EBT-Grün/Crème
Bei den Vorgängerbahnen der RM waren die Fahrzeuge des Personenverkehrs bis 1968/69 generell grün. Dann wurden die Hochleistungstriebwagen BDe 4/4" mit den Doppeltür-EW I, die damals neu gelieferten EW II und fünf BDe 4/4' (211, 212, 241, 245, 291 und ABt 311, 312, 341) auf Grün/Crème umgespritzt, wie es auch bei BT und SOB für die Pendelzüge mit den Hochleistungstriebwagen verwendet wurde. Die BDe 4/4' wurden in diesem Zustand abgebrochen, die BDe 4/4", EW I und II erhielten gegen Ende der 1970er Jahre den roten Anstrich. Hingegen erschienen die 1969 und 83 gelieferten Re 4/4 III noch in Grün.

## BLS-Braun
Wann genau die erste BLS-Lok in braunem Anstrich erschien, ist nicht genau zu klären. Aber Anfang der 1920er Jahre, als die "Dekretsbahnen" elektrifiziert wurden und der Bestand der elektrischen Loks anwuchs, wurde Braun zum Standard. Bei der zweiten Lieferung der Ae 4/4 machte man einen Abstecher zu Grün, wohl inspiriert durch die grüne Re 4/4' der SBB, kehrte aber bald zum Braun zurück, das dann bis zur letzten Re 4/4 (Re 425), der 1983 gelieferten Lok 195, beibehalten wurde. Diese Loks sollen ihre Farbe und damit ihren Charakter weiter behalten.

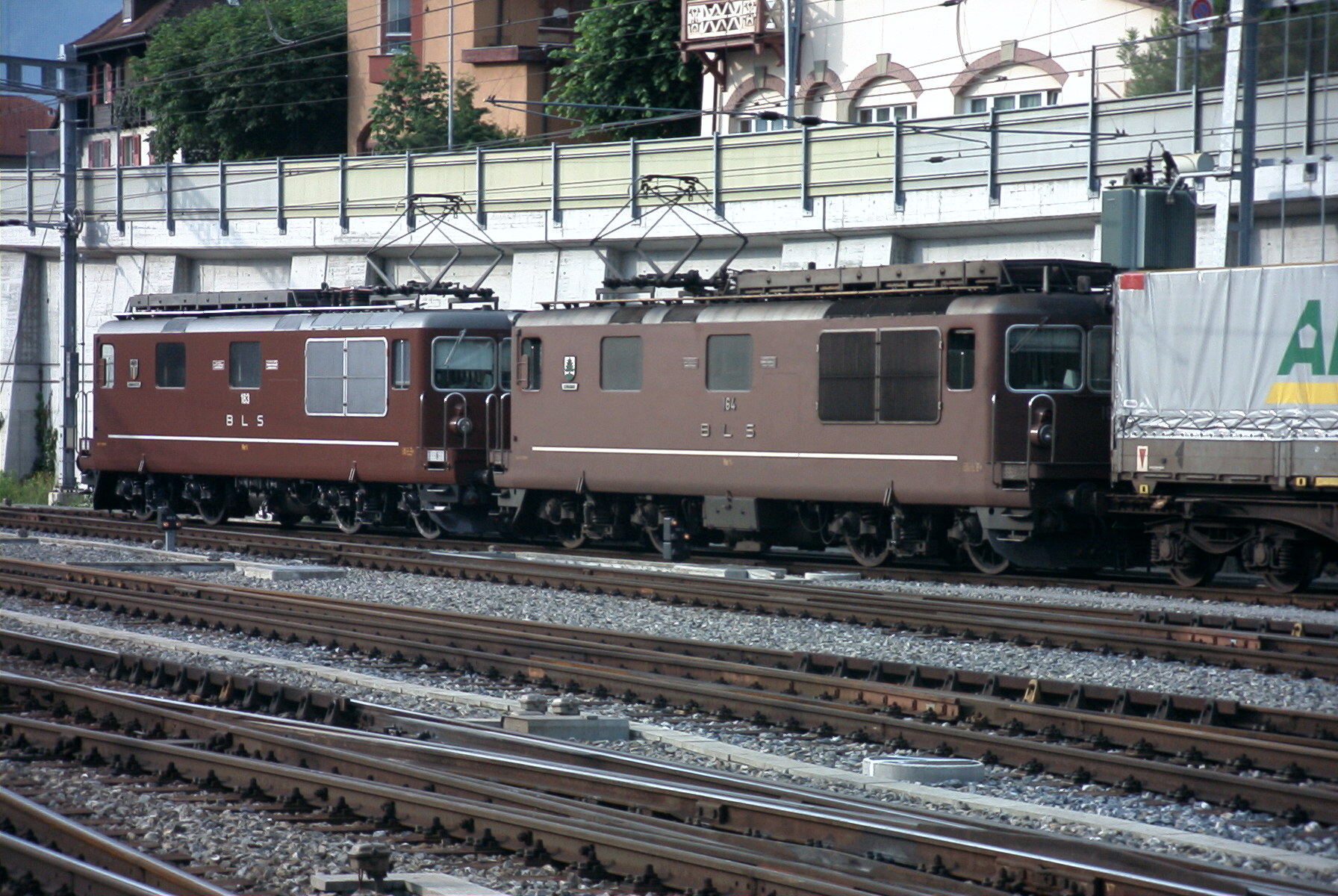
Re 4/4 183 und 164 in Spiez

## BLS-Blau
1994 bis 98 wurden die Re 465 und die ersten 8 NINA geliefert. Für diese Fahrzeuge verwendete man einen blauen Grundanstrich mit weisser Trennlinie und darunter grau, bei den Re 465 dunkelgrau, bei den NINA hellgrau. Während die NINA 2001/02 als erste auf die neuen Farben Silber-Grün-Blau umgespritzt wurden, behielten die Re 465 zunächst ihren blauen Anstrich. Ab 2020 werden die Re 465 einem Refit unterzogen, die Regelfarbgebung ändert sich auf BLS-Lindengrün mit blauem Logo (siehe unten).
|  |  |

## BLS-Rot
Die rote Farbe wurde und wird bei der BLS nur für Rangierfahrzeuge verwendet, die Ee 401 war seit 1962 rot, die Te' seit 1960–62. Von den modernen Fahrzeugen sind die Tea 21–24 und die Eea 402 in Rot abgeliefert worden. Ausserdem haben die Re 420 507 und 510 bei der Übernahme von der SBB (Dezember 2005) ihren roten Anstrich noch knapp zwei Jahre behalten (bis August/September 2007). Die Tea sind 2007/08 in Silbergrünblau erschienen.

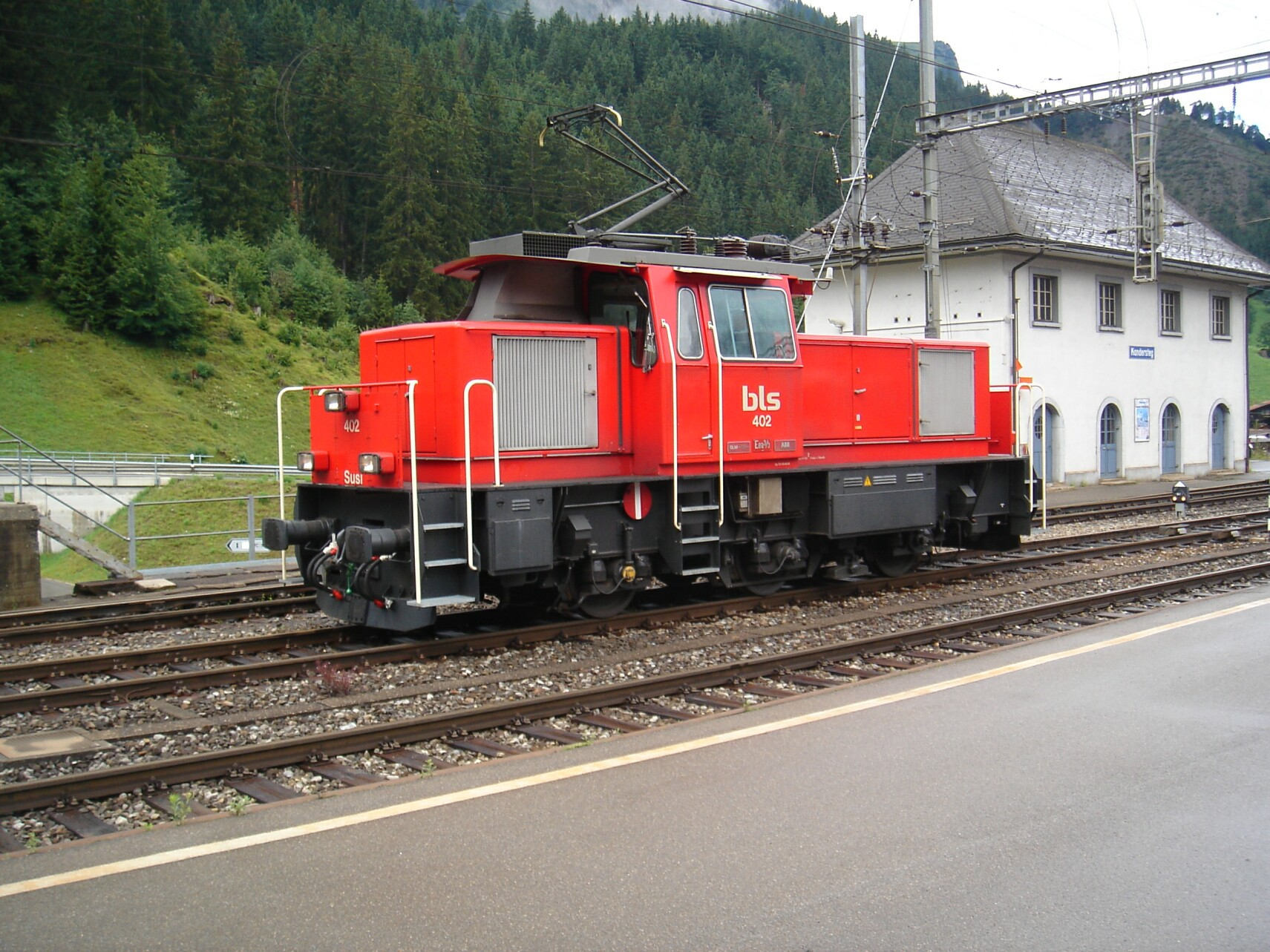
Eea 3/3 402 in Kandersteg

## BLS-Orange
Orange war für einige Zeit die Farbe der thermischen Traktoren (Tm), auch die Rangierfahrzeuge ehemals RM sind orange. Einige Tm sind bereits in Silber-Grün-Blau erschienen. Für ein paar Monate verkehrte auch die Re 420 512 noch in ihrem von der SBB stammenden orange-steingrauen Swiss-Express-Anstrich.

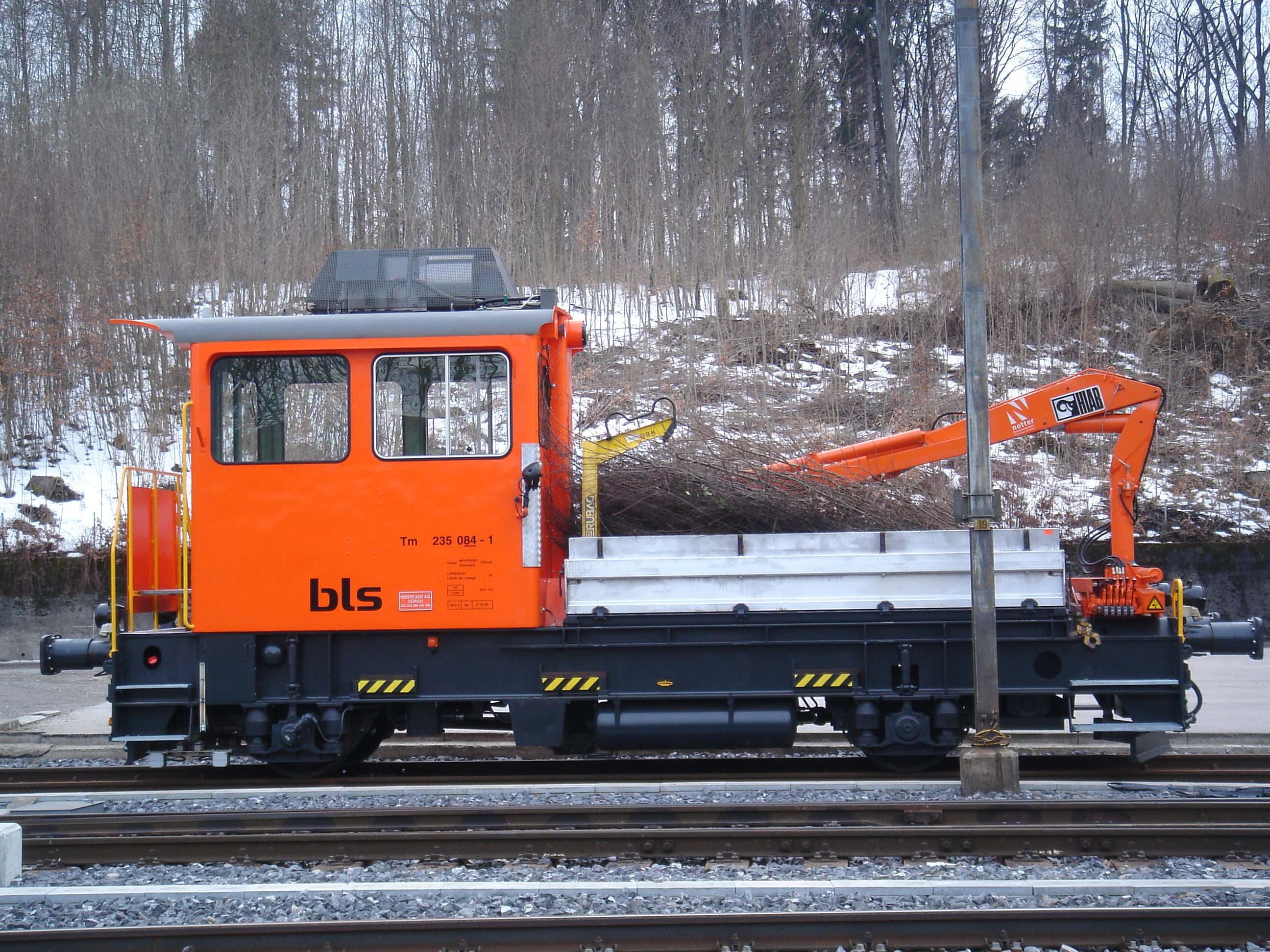
Tm 235 084-1 in Bern Weissenbühl

## RM altrot
Mit dem Erscheinen der RBDe 4/4'-Pendelzüge 1974 wechselte die damalige EBT-Gruppe zur roten Farbe mit weissem Trennstrich unten. Alle Triebwagen und Wagen ab Baujahr 1964 erhielten diesen Anstrich.

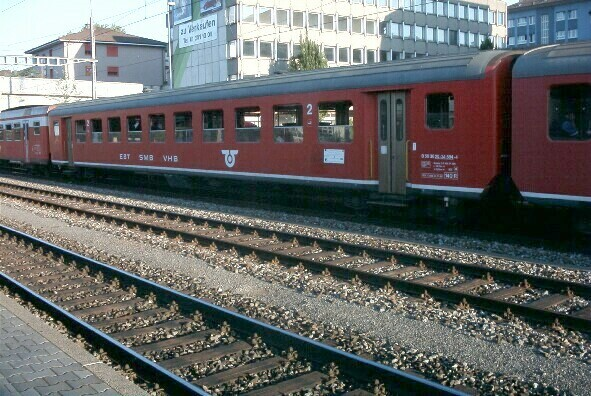
B EW II 584 (ex SMB) im Dampfzug Degersheim – Burgdorf in Schlieren

## RM Colanirot
Der bekannte Designer Luigi Colani entwickelte für die 1993 gelieferten beiden KTU-Lok VHB Re 456 142 und 143 einen eigenen Anstrich mit überdimensionalem RM-Signet und breitem weissem Streifen unter dem Dach. Die RM adaptierte diesen Anstrich danach für die zur Hauptrevision anstehenden RBDe 4/4'. Auch alle Zwischenwagen, die NPZ-Zwischenwagen „B Lego“, ein nach Kollision reparierter ABt (937 ex 962), ein BD EW II (751) sowie die fünf Re 436 erhielten diesen Anstrich.

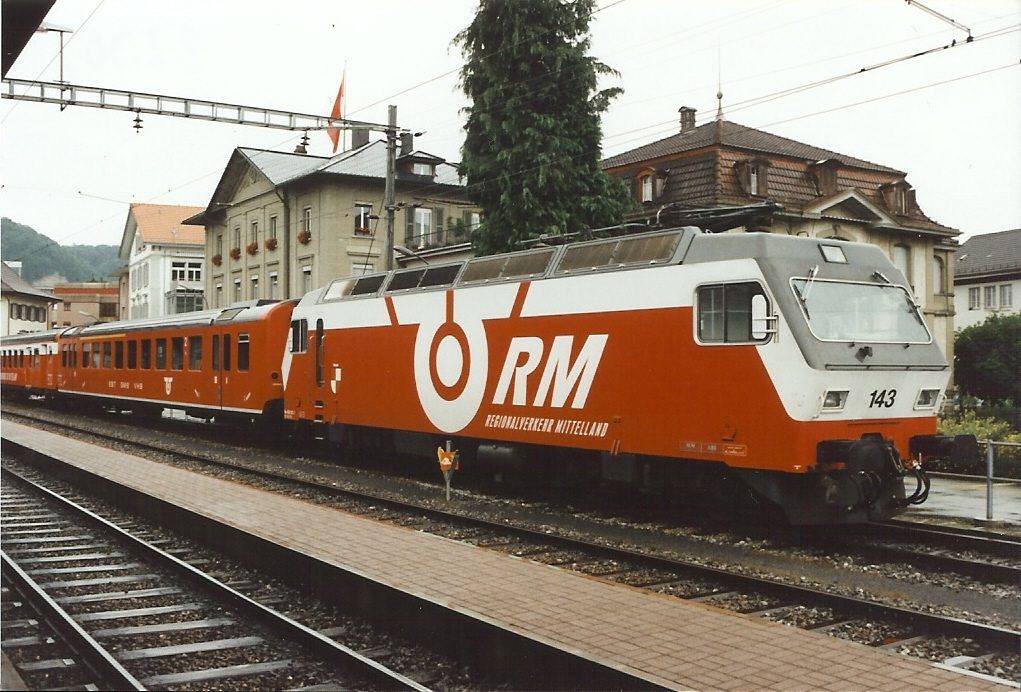
RM Re 456 143 am 1. August 1997 in Burgdorf

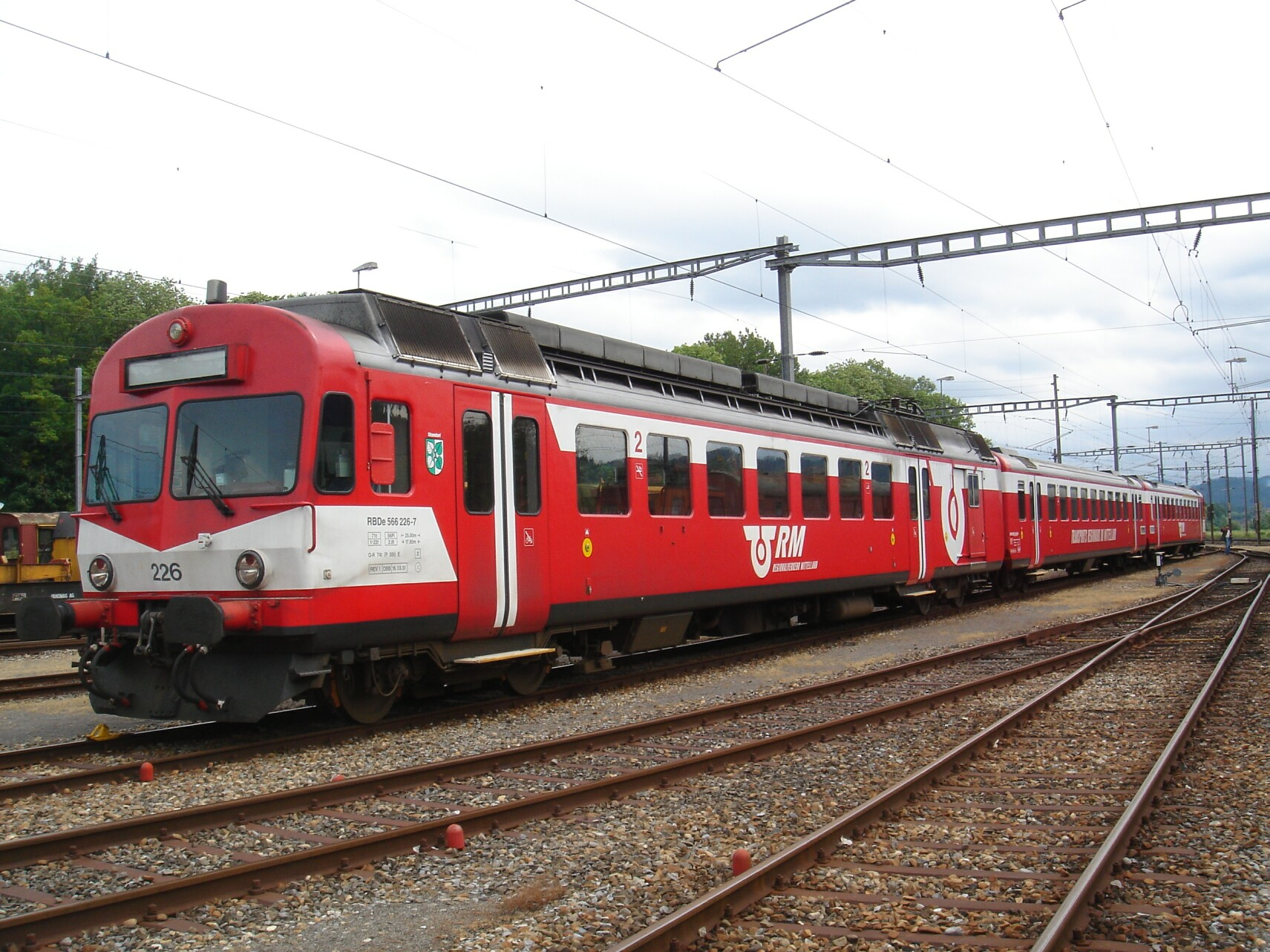
RM RBDe 566 226 am 4. Juni 2005 in Oberburg

## RM neurot
Als die GTW zur Ablieferung anstanden und die RBDe 4/4" (NPZ) zur Hauptrevision, wurde erneut nach einem neuen Design Ausschau gehalten. Der ABt 940 zeugt noch immer von dieser Ausschau im Jahre 2004, der zugehörige Triebwagen RBDe 566 240 wurde später noch der definitiven Version angeglichen. Alle GTW tragen diesen Anstrich mit schmaler weisser Zierlinie oben. Bis die Hauptrevision der NPZ beendet war, gab es die RM nicht mehr und so sind die Züge 232/932 und 237/937 dem neuroten Anstrich entgangen.
|  |  |  |

## BLS-Blau/Crème (hoch)
1935 erhielt die BLS die ersten „Blauen Pfeile“ nach ähnlichen Konstruktionsprinzipien wie die im gleichen Jahr abgelieferten „Roten Pfeile“ der SBB. Im Gegensatz zur SBB wurden von Anfang an normale Kupplungen angebaut, zu einigen Triebwagen Leichtbauanhänger und schon bald Gelenktriebwagen (mit Jakobsgestell) beschafft. Nach zehn Jahren wurde die Entwicklung mit Doppeltriebwagen fortgesetzt und erst 1964 der letzte noch als „Blauer Pfeil“ zu bezeichnende Triebwagen geliefert. Diese Fahrzeuge übernahmen wesentliche Anteile des Regionalverkehrs und prägten das Bild der BLS. 1969/70 erhielten sechs EW I (801–04, 880–81) einen blau/crème-Anstrich und es erschienen Steuerwagen in diesen Farben. 1976/77 schliesslich kamen 7 A (806–812) und 17 B EW I (839–45, 890–99) mit diesem Anstrich in Betrieb, ergänzt durch drei innerlich und äusserlich angepasste AB (813–15), die in Blockzügen im Fernverkehr eingesetzt wurden. Über die Jahre hinweg war das verwendete Blau heller geworden.

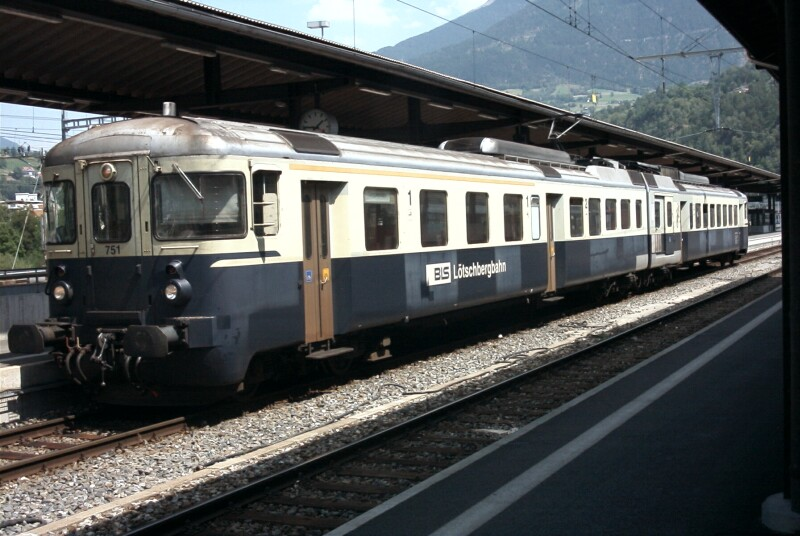
ABDe 4/8 751 als Südrampen-Regionalzug in Brig

## BLS-Blau/Crème (tief)
Mit dem Erscheinen der ersten neuen Pendelzüge (NPZ, RBDe 565) ab 1982 und dem Beginn der Hauptrevision der EW I wurde der Blau-Crème-Anstrich leicht modifiziert. Das Wagenende war nun ganz blau und die Farbtrennkante wurde tiefer angelegt. Die meisten EW I trugen diesen Anstrich bis zur Ausrangierung, bei den NPZ verschwand er im Dezember 2006, nach immerhin mehr als 71 Jahren Anwendung an BLS-Triebwagen.
|  |  |  |  |  |

## BLS-Crème/Blau
1983 wurde der von der damaligen Bodensee-Toggenburg-Bahn (BT) (heute Südostbahn) gekaufte WR 451 in den umgekehrten Farben crème/blau gestrichen. Schon bei der BT hatte er die letzten Jahre einen crème/grünen statt grün/crème-Anstrich getragen. Es folgten 1986 der BR 450, ebenfalls von der BT und die für den GoldenPass speziell hergerichteten, heute goldfarbigen, EW I. Statt den Bahninitialen BLS in gesperrten Grossbuchstaben, wurde jetzt die BLS-Ligatur in einem blauen Rechteck angebracht, gefolgt von der Bahnbezeichnung Lötschbergbahn. 1987 kamen die ersten EW IV in Betrieb und diese trugen genau die Farbaufteilung wie die SBB-Wagen, aber eben in BLS-Farben. Die Stirnseiten waren also nicht mehr blau wie bei den EW I, sondern die Farbkante lief auf gleicher Höhe rund um den Wagen. Nach dem Verkauf an die SBB, im Dezember 2004, sind die Wagen noch einige Zeit in diesen Farben, aber mit SBB-Signet in Pendelzügen, vor allem im Wallis eingesetzt gewesen. Auch die Gepäckwagen vom Typ EW I erhielten einen passenden Anstrich, wurden aber bald durch D ex SNCF ersetzt. Als einziger Wagen mit crème/blauem Anstrich ist noch der A 837 im Betrieb. Beim Anbringen des neuen Signets wurde die Aufschrift „Salon Bleu“ entfernt.

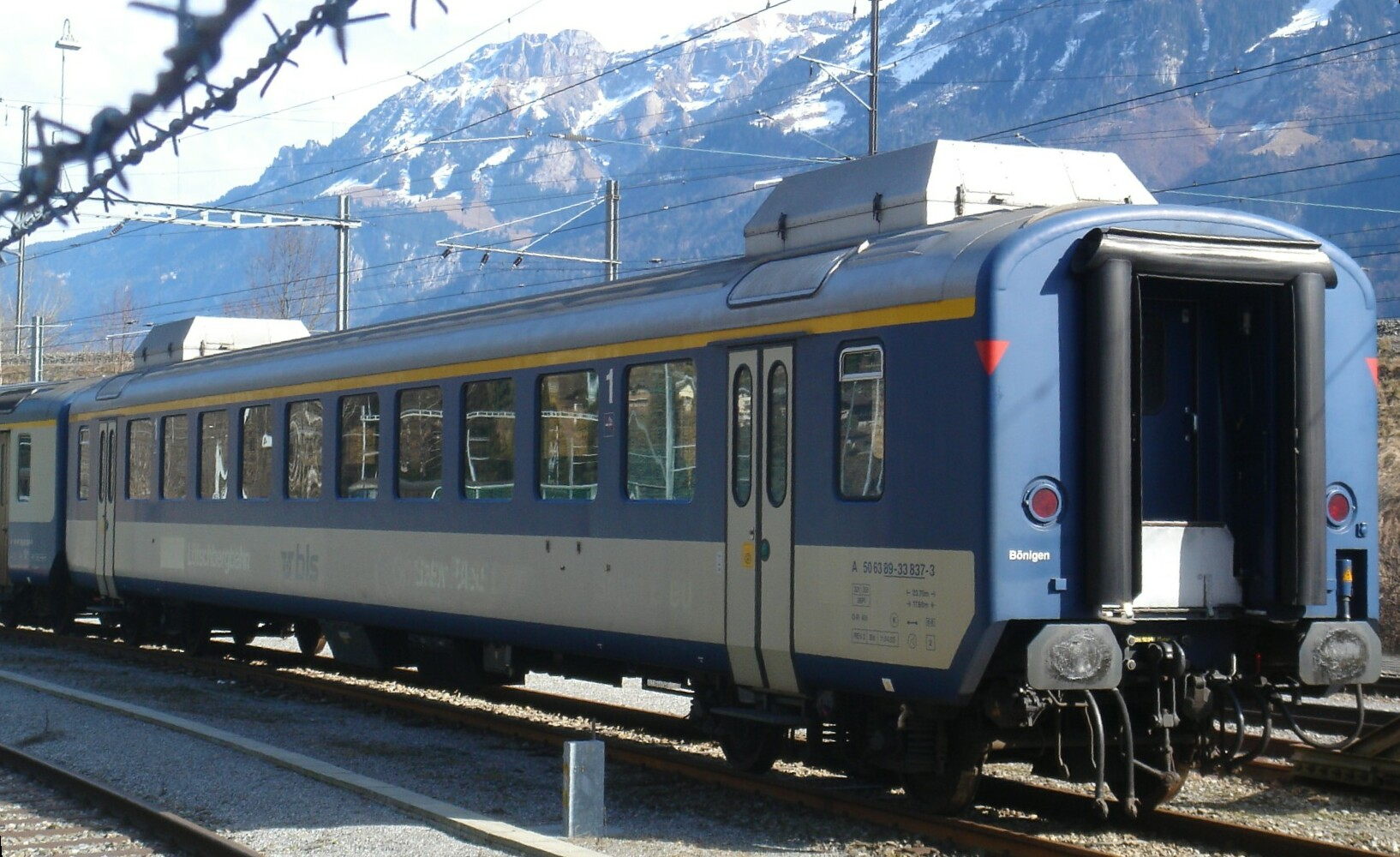
A EW I 89-33 837 in Interlaken Ost

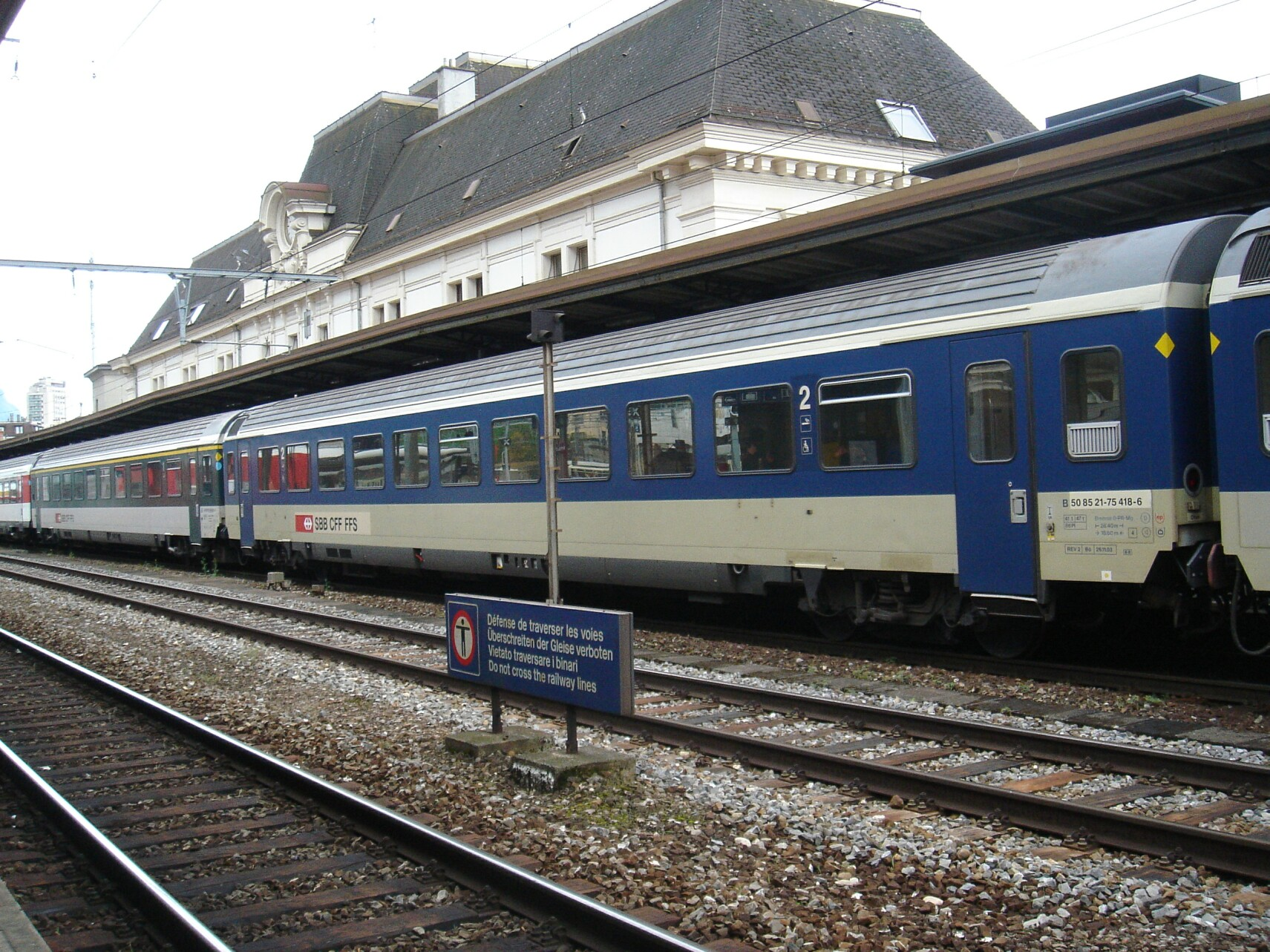
B EW IV 21-75 418 in SBB-Diensten, Montreux Mai 2005

## BLS-Silbergrünblau (Silber-Lindengrün-Blau)
Nach dem Entscheid, den Personenfernverkehr der SBB zu übergeben und dafür die S-Bahn Bern und die RE (damals RX) Bern – Luzern und (seit Dezember 2007) Bern – Brig von der SBB zu übernehmen, wurde auch das Erscheinungsbild, das bis dahin auf der Marke BLS Lötschbergbahn aufbaute, neu definiert. Neben das traditionelle Blau sollte ein Lindengrün kommen und beides zusammen auf silbergrauem Untergrund angewendet werden. Die Marke sollte nur noch BLS allein sein, man entschied sich für Kleinbuchstaben, also bls. Mit der Fusion mit dem Regionalverkehr Mittelland, die den Regionalverkehrsteil noch stärkte, wurde auch der handelsrechtliche Firmenname auf BLS AG verkürzt. Spasseshalber wird jetzt behauptet, BLS stehe für Blau-Lindengrün-Silber.
Die farbliche Umsetzung wurde Mitte 2001 begonnen. Anlässlich der Hundertjahrfeier der Bern-Neuenburg-Bahn wurde die frisch umgespritzte NINA 01 vorgestellt. 2003 erschien der erste NPZ (RBDe 565 728-ABt 985) in den neuen Farben. Bis Dezember 2004 wurden auch alle EW III, die auf diesen Zeitpunkt von der SBB übernommen (bzw. gegen die EW IV getauscht) wurden, in die neuen BLS-Farben umgespritzt. Nach und nach erschienen weitere Fahrzeugtypen und alle neu abgelieferten Fahrzeuge in silbergrünblau. Mitte 2006 wurde der Schriftzug bls leicht geändert und mit dem Signet der ehemaligen RM, einem stilisierten Flügelrad, ergänzt.
Bei neueren Fahrzeugen wie der Re 485 oder den Lötschbergern RABe 535 wurden die Blauanteile weiter reduziert
|  |  |  |  |

## BLS-Lindengrün
Als Endstufe der Entwicklung des Silbergrünblau zeigte sich ein nur noch lindengrünes Fahrzeug, bei dem das Silber verschwunden ist und sich das Blau auf die Beschriftungen beschränkt. In diesen Farben erschienen die Re 465 nach der Modernisierung.

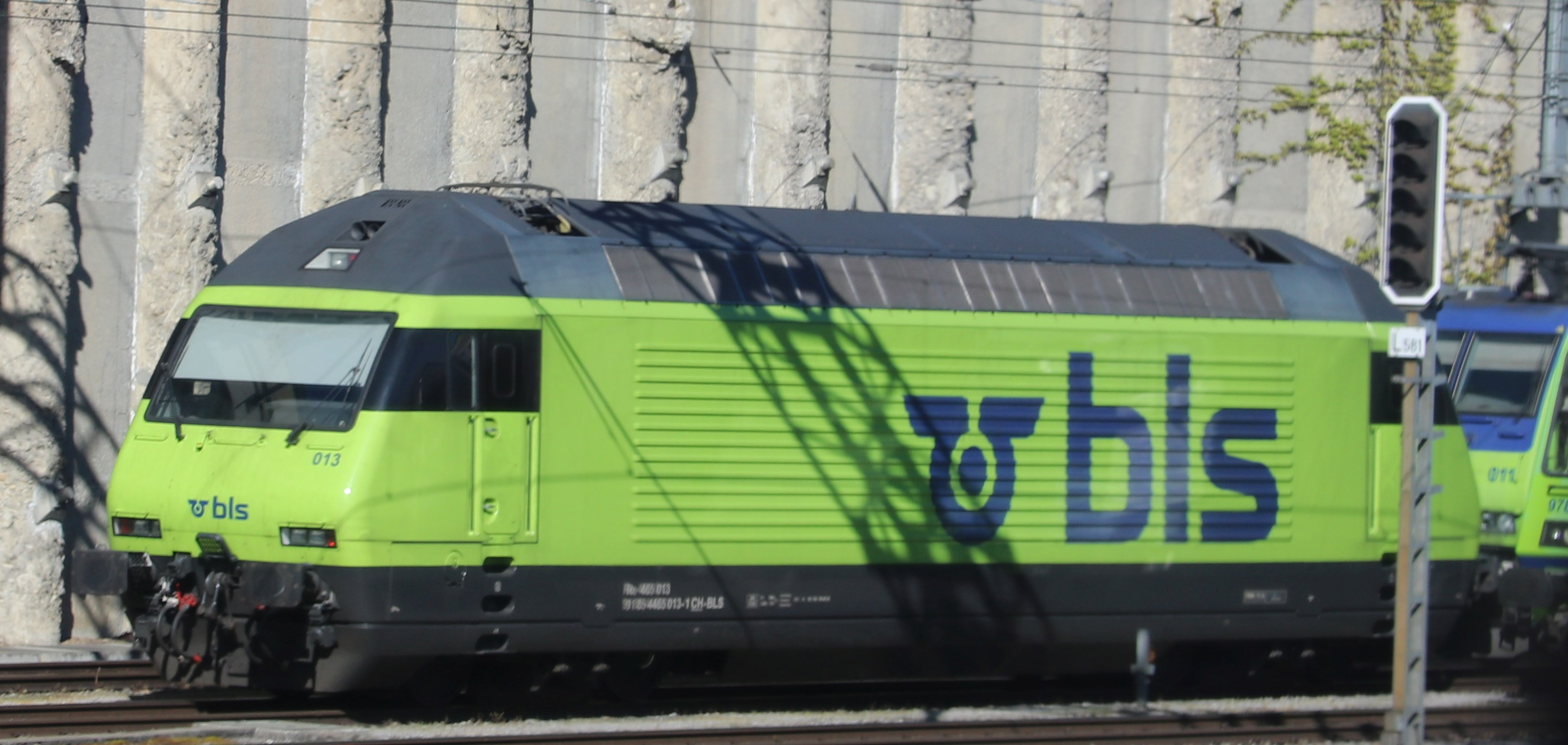
BLS Re 465 013 im nur noch lindengrünen Farbekleid mit blauen Beschriftungen in Spiez.

## BLS-Umbragrau-Grün (Autoverlad)
Die Steuerwagen des Autoverlads waren die letzten Vertreter der klassischen grünen Farbe. Die 2001/03 aus Bt 970...91 umgebauten BDt 946–949 behielten ihren alten blau/crème-Anstrich. Hingegen erschien der  Mitte 2005 aus Umbau eines SBB EW I DZt fertiggestellte BDt 939 in einem umbragrauen Anstrich (RAL 7022) mit grüner Front und blauen Nummern und Signet. Im März 2007 erschien auch der BDt 947 in diesem Kleid.
|  |  |

## BLS-Spezialanstriche und -Werbeanstriche
Bei der BLS gab es schon früh spezielle Anstriche für einzelne Fahrzeugserien, heute kommen dazu die Werbeanstriche in eigener Sache oder für kulturelle Institutionen und Veranstaltungen.
|  | Die ersten drei Elektrotriebwagen Ce 4/4 781–83 kamen 1910 in weinrotem Anstrich in Betrieb. |
|  | Die CFe 4/5 (später De 4/5 791–796) erschienen 1929 in weinrot/grauem Anstrich, 1936 folgten auch noch die drei Triebwagen 781–83. |
|  | Die Ce 4/4 761–62 erschienen 1953 in Blaugrün, der 1956 gelieferte Be 4/4 763 kam in hellgrün/dunkelgrünem Anstrich und die beiden anderen Triebwagen folgten 1958, aber bereits 1962/63 wurde zu Wagengrün gewechselt. Der als historisches Fahrzeug erhalten gebliebene Be 4/4 761 hat wieder einen hellgrün/dunkelgrünen Anstrich erhalten. |
|  | Die für den GoldenPass Zug speziell eingerichteten A 826–827, B 828–829, der WR 451 (2007 abgebrochen) sowie der AB 801 und der BDt 940 erhielten 2001 einen goldenen Anstrich gleicher Art, wie er auch bei den Zügen der Montreux-Berner Oberland-Bahn und Brünigbahn, neu Zentralbahn, üblich ist. |
|  | Für die jährlich stattfindenden Thuner Seefestspiele (Aufführung eines Open-air Musicals) wird jeweils die Re 465 003 in ein passendes Kleid gesteckt. |
|  | 2001 erhielt ein NPZ-Zwischenwagen „Lego“ einen dunkelblauen Sonderanstrich, um für ein Musical zu werben. |
|  | Andere Re 465 werben oder warben für eigene Zwecke, z. B. Re 465 001 für BLS Alp Transit, die Erstellerfirma des Lötschbergbasistunnels (und Tochterfirma der BLS AG). |
|  | Verschiedene geleaste 185er, die technisch den eigenen Re 485 entsprechen, kamen im Blau bzw. Blaugrün der Vermieterfirma. Die blaugrünen Loks haben das neue BLS-Cargo-Signet mit den gleichen Buchstaben wie die BLS selbst (das b ist oben nicht mehr offen), aber ohne das von der RM übernommene Flügelrad, dafür mit dem bisherigen „cargo“-Schriftzug. |
|  | Die von der SBB übernommenen BDt EW II 911–915 behielten nach der Übernahme den SBB-Regionalverkehrsanstrich bzw. Kolibri-Anstrich hellgrau/blau mit gelben Türen. |
|  | Der von der Thurbo übernommene Bt 901 wurde mit BLS-Signet versehen noch im alten MThB-Anstrich in den Einsatz geschickt. |
|  | Die RM hatte ganze NPZ als Werbeflächen verkauft, ein gelber Zug warb für Burkhalter, ein weiss/blauer für die Bernerland Bank. |
|  | Auf die Wintersaison 2007/08 hin erhielt die Komposition RBDe 565 735 – SR 803 (ex RM) – B Jumbo 601 – ABt 988 einen weissen Werbeanstrich „White Bull“ für Skizüge ins Simmental. Im Sommer wurde der Schriftzug „OaSee“ als Eigenwerbung für die Schifffahrt angebracht. Im Winter 2008/09 und 2009/10 dienten die ex-RM B 560 und 563 als Zwischenwagen. Im Frühjahr 2010 verkehrte der White Bull zum letzten Mal, der weisse Pendelzug diente noch einige Monate als Reservezug. |

## Güter- und Dienstwagen
Bei den Güter- und Dienstwagen gab und gibt es alle Schattierungen, die für diese Wagenkategorien auch bei anderen Bahnen zu finden sind, von Grau, Silbergrau, Braun über Oxydrot bis zu Orange, daneben auch Blau und neuerdings Silbergrünblau.